# Bieberehren
Bieberehren è un comune tedesco di 977 abitanti, situato nel land della Baviera.